# Maude Edwards
Maude Edwards fue una feminista y sufragista escocesa. Fue encarcelada en la prisión de Perth en 1914 por cortar el retrato del Rey Jorge V del Reino Unido, obra del pintor John Lavery, que estaba colgado en la Real Academia Escocesa de Edimburgo. Fue alimentada a la fuerza en la prisión a pesar de tener un problema de corazón.

## Campaña en favor del sufragio femenino
Maude Edwards fue juzgada ante un jurado en el Tribunal del Sheriff de Edimburgo, acusada de cortar un retrato de John Lavery el 23 de mayo de 1914. El cuadro, Un estudio del retrato del Rey para la Familia Real en el Palacio de Buckingham, 1913, fue aprobado por el propio rey.
El retrato había estado colgado en "la Gran Sala" de la Real Academia Escocesa en Edimburgo, montado en una pantalla especial coronada con una cortina y una corona doradas. Edwards, descrita como una "mujer mal vestida" con una capa había desanimado a los observadores debido al gran interés que tenía en las exhibiciones, mirando las fotos a través de "sus gruesos lentes". Había llevado un hacha hasta el retrato,  a la vista de todos, y lo golpeó "en el pecho izquierdo e inmediatamente debajo, donde se colocan las medallas y condecoraciones que lleva el rey". Actuó así como respuesta al intento fallido de Emmeline Pankhurst de liderar una delegación hasta el rey a las puertas del Palacio de Buckingham. Edwards declaró que se había necesitado "mucho valor para hacer ese trabajo".
Esta acción se enmarca dentro de la estrategia de las sufragistas militantes o suffragettes iniciada a principios de 1913 para tratar de llamar la atención del rey Jorge V sobre la cuestión del sufragio femenino.
- En junio de 1913, Emily Wilding Davison había muerto después de ser atropellada en el Epsom Derby mientras trataba de agarrar la brida del caballo de carrera del rey.
- En octubre de 1913, las peticionarias interrumpieron la boda real de la princesa Alexandra de Kent.
- En diciembre de 1913, una representación de gala de Juana de Arco fue frustrada por las manifestantes.[2]

Sin embargo, el rey no se conmovió al escuchar los argumentos de las sufragistas. Así, que cuando, en mayo de 1914 impidió que se le acercaran las líderes del grupo sufragista en el Palacio de Buckingham , era ya profundamente impopular.
El asalto de Maude Edwards al retrato del rey de Lavery, por lo tanto, sigue siendo "el ejemplo más creíble de un ataque emprendido para causar un daño personal simbólico... las protestas más vehementes que podría haber cometido sin traspasar la línea de la sangría real. El hecho de que su golpe de hacha fuera dirigido a la zona del pecho de la imagen es quizás indicativo de sus intenciones".

## El juicio a Maude Edwards
La acusación leyó:
MAUDE EDWARDS, 27 Frederick Street, Edimburgo, está usted acusada a instancias del honorable Robert Munro, abogado de su majestad, y la acusación es que el 23 de mayo de 1914, en la galería de la Real Academia Escocesa, The Mound, Edimburgo, usted golpeó y cortó deliberada y maliciosamente con un hacha y dañó un retrato de su majestad el rey Jorge V, por John Lavery R S A. 
 Por la autoridad del abogado de Su Majestad,
 [Firmado] Henry H Brown
 El procurador fiscal
Un breve relato del juicio se describió en el periódico Edinburgh Evening Dispatch:
TORMENTOSAS ESCENAS EN LA CORTE DE PROCEDIMIENTOS EXTRAORDINARIOS DURANTE EL JUICIO DE  SUFRAGISTA SENTENCIADA EN EDIMBURGO
 Escenas extraordinarias fueron presenciadas hoy en el Tribunal del Sheriff de Edimburgo... La acusada, inmediatamente después de ser puesta en el banquillo de los acusados, comenzó a comentar airadamente el procedimiento del Tribunal, actitud que mantuvo durante el curso del juicio, que duró veinte minutos. Más de una veintena de policías estaban de servicio en varias partes del Tribunal, mientras que un número similar de policías de paisano también estaban preparados para las eventualidades. Al entrar en el Tribunal, un gran número de sufragistas, que ocupaban la zona de público del Tribunal, aplaudieron a la acusada, mientras se elevaban vítores con su nombre.
Cuando se le pidió que respondiera a la acusación, que la denunciaba por haber golpeado y cortado con un hacha de forma deliberada y maliciosa y dañado un retrato de su Majestad el Rey Jorge V, por John Lavery, RSA, en la Real Academia Escocesa el 23 de mayo, la acusada gritó a su Señoría: "No seré juzgada. No voy a escucharle a usted ni a nadie más".
El Sheriff: "Tomo esto como una declaración de inocencia" (Aplausos en la Corte). 
La sala fue despejada y varias partidarias de Edwards tuvieron que ser expulsadas por la fuerza, levantando una "entusiasta ovación" al salir. Grace Cadell, doctora y defensora del sufragio, asistió al juicio y cuando el Sheriff, Lord Maconachie, ordenó que el público saliera de la sala del tribunal, la prensa informó de que se había resistido con tanta fuerza que había requerido los esfuerzos de tres policías para sacarla.

### Edwards: "yo soy testigo suficiente en mí misma"
Cuando el tribunal finalmente se despejó, el Sheriff dirigió una pregunta al Secretario del Tribunal a la que Edwards respondió. El Sheriff replicó: "No te estoy hablando a ti." "Pero yo estoy hablando con usted", respondió Edwards, "y eso marca la diferencia. Un día nos sentaremos a juzgarle a usted. Esto no es más que una Cámara Estrellada. ¿Qué hay de Arabella Scott? ¿Por qué la alimentan a la fuerza? Voy a hablar todo el día, y le hará bien". Se llamó al primer testigo pero fue casi inaudible debido a las protestas de Edward. Los testigos subsiguientes tuvieron que dar su testimonio de pie junto al jurado. Cuando llegó el momento de escuchar a la defensa, se le preguntó a Edwards si tenía algún testigo para su defensa. Ella respondió que no tenía ninguno y que ella era suficiente testigo en sí misma. El jurado emitió un veredicto de culpabilidad y el Sheriff Principal Maconochie dictó una sentencia de tres meses de prisión. Edwards gritó que ni tres meses ni cincuenta años de condena le supondrían ninguna diferencia. La llevaron a la cárcel de Calton, donde ya había piquetes. Tres horas después, sin embargo, fue trasladada a la prisión de Perth.

## La Prisión de Perth
Edwards fue enviada a la prisión de Perth el 3 de julio de 1914 para cumplir su sentencia de tres meses. Al día siguiente fue examinada por el oficial médico que registró que estaba en un "estado algo histérico". No prestó atención a su certificado médico que afirmaba que tenía un corazón débil, ya que estaba escrito por una doctora que, en su opinión, no podía juzgar la situación actual. Edwards se puso en huelga de hambre esperando que su certificado médico la eximiera de la alimentación forzada. El 5 de julio, Edwards fue alimentada a la fuerza con leche dulce caliente y huevos por medio de un tubo y su condición fue monitoreada. No se registraron efectos adversos por lo que continuó alimentándose. Cinco días más tarde, ya estaba harta y presentó una solicitud escrita a mano a los Comisionados de Prisiones para ser liberada bajo licencia según los términos de la Cat and Mouse Act (Ley del Gato y el Ratón, en español).
En la nota se leía:
Núm. 76 HM Prisión de Perth
10 de julio de 1914
Nombre y Nº de Registro de la Prisionera: Maude Edwards
Por la presente, solicito que se me libere bajo licencia, entendiéndose que me comprometo a abstenerme de la militancia en el futuro. Mi razón especial para hacer tal oferta es el hecho de que el oficial médico de la prisión me dice que la excitación es perjudicial para mi salud. Maude Edwards. 
Fue liberada el 14 de julio de 1914.

## Legado
La historia de las cuatro prisioneras sufragistas en la prisión de Perth (Maude Edwards, Arabella Scott, Frances Gordon y Frances Parker Yockey) y del doctor que las alimentó a la fuerza, el Dr. Hugh Ferguson-Watson, fue convertida en una obra de teatro por Ajay Close. La obra se llama Gato y Ratón.